# 贾格内尔
贾格内尔（Jagner），是印度北方邦Agra县的一个城镇。总人口9683（2001年）。

## 人口
该地2001年总人口9683人，其中男性5273人，女性4410人；0—6岁人口1715人，其中男936人，女779人；识字率52.15%，其中男性为62.49%，女性为39.80%。